# Csehszlovákia az 1980. évi téli olimpiai játékokon
Csehszlovákia az egyesült államokbeli Lake Placidben megrendezett 1980. évi téli olimpiai játékok egyik részt vevő nemzete volt. Az országot az olimpián 7 sportágban 41 sportoló képviselte, akik összesen 1 érmet szereztek.

## Érmesek
| Érem  | Versenyző     | Sportág | Versenyszám |
| ----- | ------------- | ------- | ----------- |
| Bronz | Květa Jeriová | Sífutás | Női 5 km    |

## Alpesisí
Férfi
| Versenyző     | Versenyszám      | 1. futam | 1. futam | 2. futam | 2. futam | Összesítés | Összesítés |
| Versenyző     | Versenyszám      | Idő      | Hely.    | Idő      | Hely.    | Idő        | Helyezés   |
| ------------- | ---------------- | -------- | -------- | -------- | -------- | ---------- | ---------- |
| Bohumír Zeman | Lesiklás         |          |          |          |          | 1:48,65    | 13.        |
| Bohumír Zeman | Műlesiklás       | 56,56    | 20.      | 52,31    | 12.      | 1:48,87    | 14.        |
| Bohumír Zeman | Óriás-műlesiklás | 1:22,25  | 22.      | 1:23,71  | 20.      | 2:45,96    | 19.        |

Női
| Versenyző                 | Versenyszám      | 1. futam      | 1. futam      | 2. futam | 2. futam | Összesítés | Összesítés |
| Versenyző                 | Versenyszám      | Idő           | Hely.         | Idő      | Hely.    | Idő        | Helyezés   |
| ------------------------- | ---------------- | ------------- | ------------- | -------- | -------- | ---------- | ---------- |
| Jana Gantnerová-Šoltýsová | Lesiklás         |               |               |          |          | 1:40,71    | 10.        |
| Jana Gantnerová-Šoltýsová | Műlesiklás       | nem ért célba | nem ért célba | kiesett  | kiesett  | kiesett    | kiesett    |
| Jana Gantnerová-Šoltýsová | Óriás-műlesiklás | 1:18,60       | 25.           | 1:31,05  | 22.      | 2:49,65    | 21.        |

## Biatlon
| Versenyző                                              | Versenyszám      | Lövőhiba | Időeredmény | Helyezés |
| ------------------------------------------------------ | ---------------- | -------- | ----------- | -------- |
| Zdeněk Hák                                             | 10 km sprint     | 6        | 36:32,59    | 29.      |
| Zdeněk Hák                                             | 20 km egyéni     | 4        | 1:13:33,76  | 14.      |
| Jaromír Šimůnek                                        | 10 km sprint     | 2        | 35:15,12    | 16.      |
| Josef Skalník                                          | 20 km egyéni     | 15       | 1:26:17,13  | 42.      |
| Peter Zelinka                                          | 10 km sprint     | 1        | 33:45,20    | 6.       |
| Peter Zelinka                                          | 20 km egyéni     | 6        | 1:15:36,40  | 22.      |
| Josef Skalník Jaromír Šimůnek Peter Zelinka Zdeněk Hák | 4 × 7,5 km váltó | 4        | 1:41:48,62  | 11.      |

## Jégkorong
| Csehszlovák férfi jégkorongcsapat-játékoskeret                                                                      | Csehszlovák férfi jégkorongcsapat-játékoskeret                                                                  | Csehszlovák férfi jégkorongcsapat-játékoskeret                                               |
| --- | --- | -------------------------------------------------------------------------------------------- |
| - Jiří Bubla - Milan Chalupa - Vitězslav Ďuriš - Miroslav Dvořák - Bohuslav Ebermann - Miroslav Fryčer - Karel Holý | - František Kaberle - Arnold Kadlec - Jiří Králík - Karel Lang - Vincent Lukáč - Vladimír Martinec - Jan Neliba | - Jiří Novák - Milan Nový - Jaroslav Pouzar - Anton Šťastný - Marián Šťastný - Peter Šťastný |

### Eredmények
Kék csoport
| Csapat           | M | Gy | D | V | G+ | G– | Gk  | P |
| ---------------- | - | -- | - | - | -- | -- | --- | - |
| Svédország       | 5 | 4  | 1 | 0 | 26 | 7  | +19 | 9 |
| Egyesült Államok | 5 | 4  | 1 | 0 | 25 | 10 | +15 | 9 |
| Csehszlovákia    | 5 | 3  | 0 | 2 | 34 | 16 | +18 | 6 |
| Románia          | 5 | 1  | 1 | 3 | 13 | 29 | –16 | 3 |
| NSZK             | 5 | 1  | 0 | 4 | 21 | 30 | –9  | 2 |
| Norvégia         | 5 | 0  | 1 | 4 | 9  | 36 | –27 | 1 |

| 1980. február 12. | Csehszlovákia (TCH) | 11 – 0 (0–0, 5–0, 6–0) | Norvégia | Lake Placid |

|  |  |  |  |  |
|  |  |  |  |  |
|  |  |  |  |  |
|  |  |  |  |  |

| 1980. február 14. | Egyesült Államok (USA) | 7 – 3 (2–2, 2–0, 3–1) | Csehszlovákia | Lake Placid |

|  |  |  |  |  |
|  |  |  |  |  |
|  |  |  |  |  |
|  |  |  |  |  |

| 1980. február 16. | Csehszlovákia (TCH) | 7– 2 (0–1, 3–0, 2–0) | Románia | Lake Placid |

|  |  |  |  |  |
|  |  |  |  |  |
|  |  |  |  |  |
|  |  |  |  |  |

| 1980. február 18. | Csehszlovákia (TCH) | 11 – 3 (5–1, 5–0, 1–2) | NSZK | Lake Placid |

|  |  |  |  |  |
|  |  |  |  |  |
|  |  |  |  |  |
|  |  |  |  |  |

| 1980. február 20. | Svédország (SWE) | 4 – 2 (2–0, 1–0, 1–2) | Csehszlovákia | Lake Placid |

|  |  |  |  |  |
|  |  |  |  |  |
|  |  |  |  |  |
|  |  |  |  |  |

Az 5. helyért
| 1980. február 22. | Csehszlovákia (TCH) | 6 – 1 (5–0, 0–1, 1–0) | Kanada | Lake Placid |

|  |  |  |  |  |
|  |  |  |  |  |
|  |  |  |  |  |
|  |  |  |  |  |

| Csapat        | Helyezés |
| ------------- | -------- |
| Csehszlovákia | 5.       |

## Műkorcsolya
| Versenyző                           | Versenyszám | Kötelező táncok   | Kötelező táncok | Eredeti (original) tánc | Eredeti (original) tánc | Kűr               | Kűr   | Összesítés                     | Összesítés                     | Összesítés                     | Összesítés                     | Összesítés                     | Összesítés                     | Összesítés                     | Összesítés                     | Összesítés                     | Összesítés        | Összesítés        | Összesítés  | Összesítés | Összesítés |
| Versenyző                           | Versenyszám | Kötelező táncok   | Kötelező táncok | Eredeti (original) tánc | Eredeti (original) tánc | Kűr               | Kűr   | Helyezési pontszámok bírónként | Helyezési pontszámok bírónként | Helyezési pontszámok bírónként | Helyezési pontszámok bírónként | Helyezési pontszámok bírónként | Helyezési pontszámok bírónként | Helyezési pontszámok bírónként | Helyezési pontszámok bírónként | Helyezési pontszámok bírónként | Több. hely. száma | Több. hely. össz. | Hely. össz. | Pont       | Helyezés   |
| Versenyző                           | Versenyszám | Több. hely. száma | Hely.           | Több. hely. száma       | Hely.                   | Több. hely. száma | Hely. | 1                              | 2                              | 3                              | 4                              | 5                              | 6                              | 7                              | 8                              | 9                              | Több. hely. száma | Több. hely. össz. | Hely. össz. | Pont       | Helyezés   |
| ----------------------------------- | ----------- | ----------------- | --------------- | ----------------------- | ----------------------- | ----------------- | ----- | ------------------------------ | ------------------------------ | ------------------------------ | ------------------------------ | ------------------------------ | ------------------------------ | ------------------------------ | ------------------------------ | ------------------------------ | ----------------- | ----------------- | ----------- | ---------- | ---------- |
| Liliana Řeháková Stanislav Drastich | Jégtánc     | 5×4+              | 4.              | 5×4+                    | 4.                      | 5×4+              | 4.    | 4,0                            | 5,0                            | 4,0                            | 4,0                            | 4,0                            | 4,0                            | 4,0                            | 5,0                            | 5,0                            | 6×4+              | 24,0              | 39,0        | 198,02     | 4.         |

## Sífutás
Férfi
| Versenyző                                         | Versenyszám     | Eredmény   | Helyezés |
| ------------------------------------------------- | --------------- | ---------- | -------- |
| Miloš Bečvář                                      | 15 km           | 46:18,13   | 44.      |
| Miloš Bečvář                                      | 30 km           | 1:34:08,79 | 32.      |
| Jiří Beran                                        | 15 km           | 44:27,78   | 24.      |
| Jiří Beran                                        | 30 km           | 1:31:46,11 | 21.      |
| Jiří Beran                                        | 50 km           | 2:37:51,58 | 23.      |
| František Šimon                                   | 15 km           | 45:12,09   | 40.      |
| František Šimon                                   | 30 km           | 1:35:32,70 | 36.      |
| František Šimon                                   | 50 km           | 2:39:53,03 | 27.      |
| Jiří Švub                                         | 15 km           | 44:20,15   | 23.      |
| Jiří Švub                                         | 30 km           | 1:33:12,73 | 28.      |
| Jiří Švub                                         | 50 km           | 2:40:53,94 | 30.      |
| František Šimon Miloš Bečvář Jiří Švub Jiří Beran | 4 × 10 km váltó | 2:04:18,66 | 9.       |

Női
| Versenyző                                                                       | Versenyszám    | Eredmény   | Helyezés |
| ------------------------------------------------------------------------------- | -------------- | ---------- | -------- |
| Blanka Paulů                                                                    | 5 km           | 16:30,04   | 30.      |
| Blanka Paulů                                                                    | 10 km          | 33:08,31   | 29.      |
| Gabriela Svobodová-Sekajová                                                     | 5 km           | 16:01,41   | 20.      |
| Gabriela Svobodová-Sekajová                                                     | 10 km          | 32:23,05   | 19.      |
| Dagmar Palečková-Švubová                                                        | 5 km           | 15:48,78   | 13.      |
| Dagmar Palečková-Švubová                                                        | 10 km          | 32:03,32   | 16.      |
| Květa Jeriová                                                                   | 5 km           | 15:23,44   |          |
| Květa Jeriová                                                                   | 10 km          | 31:29,55   | 9.       |
| Dagmar Palečková-Švubová Gabriela Svobodová-Sekajová Blanka Paulů Květa Jeriová | 4 × 5 km váltó | 1:04:31,39 | 4.       |

## Síugrás
| Versenyző   | Versenyszám | 1. ugrás | 1. ugrás | 2. ugrás | 2. ugrás | Összesítés | Összesítés |
| Versenyző   | Versenyszám | Pont     | Hely.    | Pont     | Hely.    | Pont       | Helyezés   |
| ----------- | ----------- | -------- | -------- | -------- | -------- | ---------- | ---------- |
| Josef Samek | Normálsánc  | 84,7     | 42.      | 105,6    | 24.      | 190,3      | 39.        |
| Josef Samek | Nagysánc    | 103,0    | 31.      | 110,5    | 14.      | 213,5      | 23.        |
| Leoš Škoda  | Normálsánc  | 100,7    | 33.      | 119,0    | 12.      | 219,7      | 22.        |
| Leoš Škoda  | Nagysánc    | 116,6    | 14.*     | 100,6    | 30.      | 217,2      | 21.        |

* - egy másik versenyzővel azonos eredményt ért el

## Szánkó
| Versenyző                    | Versenyszám | 1. futam | 1. futam | 2. futam      | 2. futam      | 3. futam | 3. futam | 4. futam | 4. futam | Összesítés | Összesítés |
| Versenyző                    | Versenyszám | Idő      | Hely.    | Idő           | Hely.         | Idő      | Hely.    | Idő      | Hely.    | Idő        | Helyezés   |
| ---------------------------- | ----------- | -------- | -------- | ------------- | ------------- | -------- | -------- | -------- | -------- | ---------- | ---------- |
| Vladimír Resl                | Férfi egyes | 44,255   | 12.      | nem ért célba | nem ért célba | kiesett  | kiesett  | kiesett  | kiesett  | kiesett    | kiesett    |
| Jindřich Zeman               | Férfi egyes | 44,901   | 15.      | 45,438        | 16.           | 45,571   | 16.      | 45,025   | 12.      | 3:00,935   | 10.        |
| Mária Jasenčáková            | Női egyes   | 39,698   | 11.      | 39,862        | 8.            | 39,906   | 10.      | 39,963   | 10.      | 2:39,429   | 9.         |
| Jindřich Zeman Vladimír Resl | Kettes      | 40,050   | 10.      | 40,092        | 4.            |          |          |          |          | 1:20,142   | 8.         |